# Salitis
Salitis, Salatis ali Saites (grško starogrško Σάλιτις, Sálitis) je bil eden od osvajalcev in prvi hiški kralj Spodnjega Egipta, ustanovitelj Petnajste egipčanske dinastije, ki je vladal okoli leta 1650 pr. n. št.

## Življenjepis
Salitis je znan predvsem iz nekaj odlomkov razprave Jožefa Flavija Contra Apionem (Proti Apionu). Jožef za te odlomke trdi, da so povzeti po Manetu. Zgleda, da je med vladanjem egipčanskega faraona Timaiosa v Spodnji Egipt nenadoma  vdrla vojska tujcev z Bližnjega vzhoda in brez boja zavzela Nilovo delto. Po zasedbi Memfisa in zelo verjetno odstavitvi Timaiosa, so  »osvajalci zagrešili več grozodejstev, uničili mesta in templje in pobili ali zasužnjili prebivalce. Zatem so nekoga, ki se je imenoval  Salitis, izbrali za svojega kralja. Vladal je iz Memfisa in pobiral davke tako iz gornje kot spodnje dežele in na najbolj strateških mestih zgradil trdnjave«.
Zgleda, da je bila Salitisova glavna skrb obramba njegovega novega kraljestva pred Asirci. Utrdil je njegovo vzhodno mejo in na strateških položajih zgradil veličastne trdnjave. Na vzhodnem bregu Bubastskega rokava Nila je ustanovil mesto Avaris. Mesto je imelo izredno močno obzidje in posadko 240.000 mož. Salitis je v Avaris hodil poleti, »delno zato, da bi vojakom pripeljal nove zaloge in jim rezdelil plače, delno pa zato, da bi jih uril, da bi se jih tujci bali«.
Salitis je umrl po 19 letih vladanja. Prestol je nasledil nek Bnon ali Beon, tudi prišlek z Bližnjega vzhoda.

## Prepoznavanje
Salitisa se je večkrat poskušalo poistovetiti s katerim arheološko potrjenim vladarjem. Včasih so ga povezovali z vladarjem Šarekom ali Šalekom, ki je omenjen v duhovniškem rodoslovnem dokumentu iz Memfisa, in z mnogo bolj potrjenim kraljem Šešijem. Nemški egiptolog Jürgen von Beckerath je trdil, da bi bil  Salitis lahko povezan z Jakbimom, vladarjem iz Drugega vmesnega obdobja. Pri sedanjem obsegu znanja je Salitis še vedno neidentificiran. Znano ni niti to, kaj je njegovo ime pomenilo v egipčanskem jeziku, čeprav bi ime Saites lahko bilo povezano z mestom Sais v Nilovi delti. Domnevalo se je tudi, da bi lahko bilo povezano z nazivom šallit, s katerim so naslavljali svetopoisemskega patriarha Jožefa med njegovim bivanjem v Egiptu. Šallit pomeni imetnik moči. Pedpostavka  je zelo vprašljiva.
Neprepoznaven in sporen  ni samo Salitis, ampak tudi njegov egipčanski predhodnik Tutimaios in naslednik Bron. Slednji je poskusno poistoveten z Dedumozom II. iz Trinajste dinastije. Tudi ta povezava je vprašljiva in precej šibka.